# Détente verticale

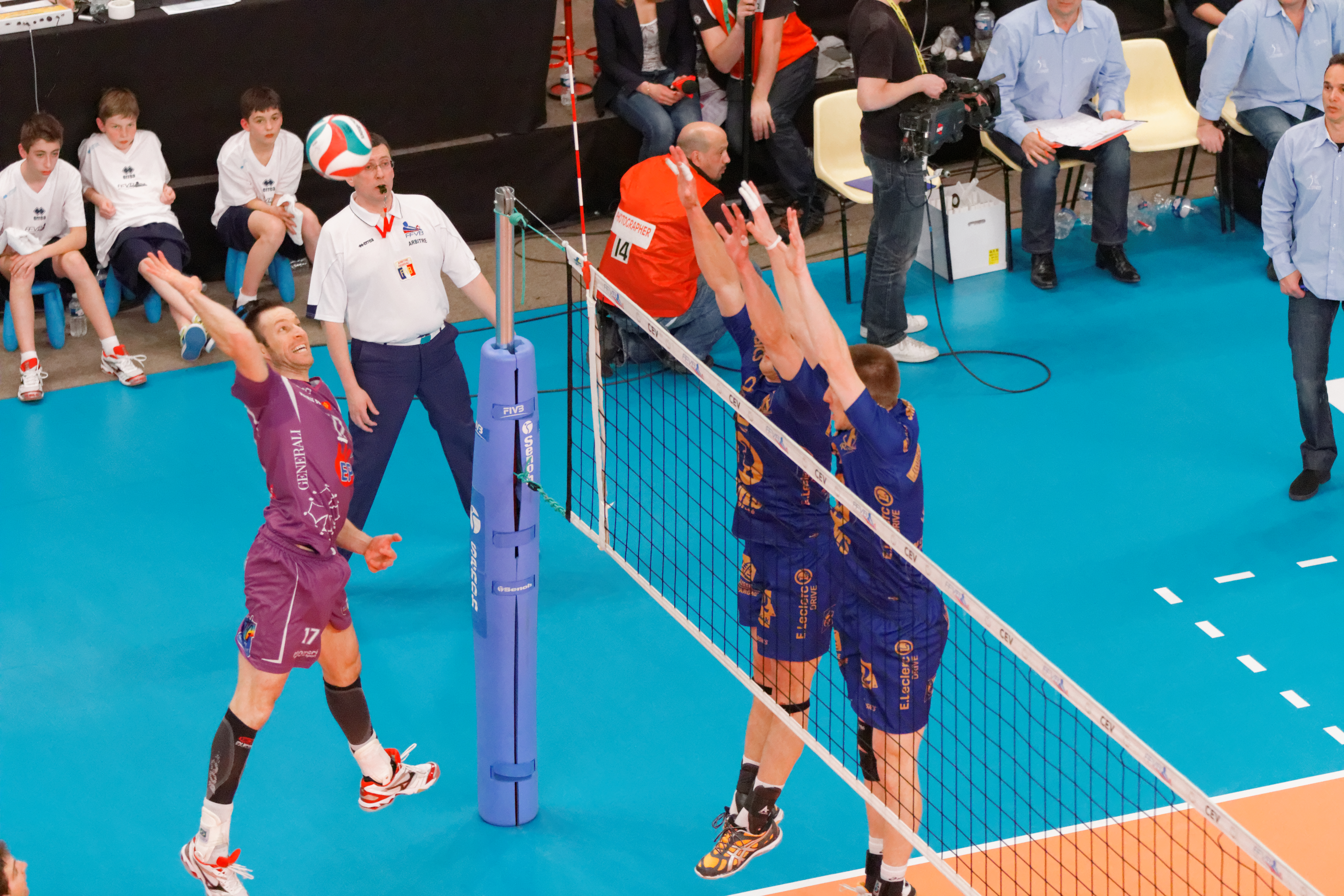
Détente verticale lors d'un smash au volley-ball

La détente verticale est la capacité à élever verticalement son centre de gravité uniquement à l'aide de ses muscles. Elle mesure la capacité d'un athlète à s'élever depuis une position immobile.
Très utile dans des sports comme le basket-ball ou le volley-ball, elle se développe grâce à des exercices de développement de la force des membres inférieurs, mais également au travers d'exercices visant à augmenter la vitesse de contraction des fibres musculaires, par exemple avec un travail de pliométrie.